# Placonotus embuensis
Placonotus embuensis là một loài bọ cánh cứng trong họ Laemophloeidae. Loài này được Thomas miêu tả khoa học năm 1991.